# Johan George van Schönaich-Carolath
Johann Georg von Schöneich-Carolat (Duits: Johann Georg von Schöneich-Carolat, 11 september 1873 - 7 april 1920) was een prins uit het adellijke huis van Schöneich-Carolat, de zoon van de Silezische prins Georg von Schöneich-Carolat en prinses Wanda Schöneich-Carolat. Eerste echtgenoot van prinses Hermine Reiss uit de hogere lijn, die later de tweede vrouw werd van de troonsafstande keizer Duitse Rijk Wilhelm II.

## Biografie

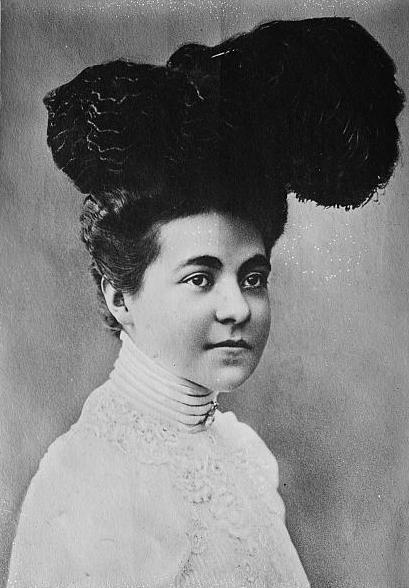
Hermine van Reuss-Greiz

Prins Johann Georg von Schöneich-Carolat, geboren in 1873 en overleden in 1920, was de erfgenaam van een adellijke familie, de zoon van prins Georg von Schöneich-Carolat en prinses Wanda Schöneich-Carolat. Zijn afkomst bepaalde hem vooraf een lot gehuld in luxe en verantwoordelijkheid. Johann Georg groeide op in een sfeer van aristocratie en nam de tradities en waarden van zijn familie in zich op. Hij kreeg een uitstekende opleidingpassend bij zijn status, en was bereid grote landgoederen te beheren en deel te nemen aan het politieke leven. Het prinselijke leven van Johann Georg vond echter plaats tijdens een periode van grote verandering en onrust in Europa. De Eerste Wereldoorlog en de sociale en politieke omwentelingen die daarop volgden, hadden gevolgen voor zowel zijn familie als zijn landgoederen. Hij werd geconfronteerd met de noodzaak om zich aan te passen aan de nieuwe realiteit en tegelijkertijd de erfenis van zijn familie te behouden. Zijn leven, hoewel kort, heeft een stempel gedrukt op de geschiedenis van de familie Schöneich-Karolat. De last van de verantwoordelijkheid voor het familiebezit viel in een moeilijke tijd op zijn schouders. Economische moeilijkheden veroorzaakt door de oorlog en de groeiende ontevredenheid van het volk vereisten wijsheid en vooruitziendheid van de prins. Johann Georg probeerde de stabiliteit in zijn domeinen te behouden door steun te bieden aan lokale bewoners en stappen te ondernemen om de gevolgen van de crisis te verzachten. De militaire carrière van Johann Georg begon vrij vroeg, zoals gebruikelijk was in aristocratische families die hun nakomelingen een waardige dienst aan de staat wilden bieden. Hij klom snel door de gelederen en toonde niet alleen moed, maar ook strategisch denken. Hij nam deel aan verschillende grote campagnes, waar hij bewees een bekwaam commandant te zijn, die in moeilijke situaties snelle en effectieve beslissingen kon nemen. Hij besteedde speciale aandacht aan de discipline en training van soldaten, aangezien dit de sleutel tot succes op het slagveld was. Zijn troepen onderscheidden zich door hun hoge gevechtseffectiviteit en samenhang, wat herhaaldelijk werd opgemerkt door het hogere commando. Prins von Schöneich-Carolat genoot welverdiend gezag onder zijn ondergeschikten, die hem respecteerden vanwege zijn rechtvaardigheid en zorg voor hen. Zijn militaire carrière verliep echter niet zonder moeilijkheden. Hij kreeg te maken met intriges en afgunst van andere officieren, evenals met de wreedheid en onvoorspelbaarheid van oorlog. Hij bleef echter altijd trouw aan zijn plicht en principes en liet niet toe dat persoonlijke ambities de belangen van de staat overschaduwden. wijziging. De prins was niet vreemd aan de ideeën van sociale rechtvaardigheid en probeerde een compromis te vinden tussen traditionele waarden en de eisen van de moderniteit. Zijn inspanningen vonden echter niet altijd begrip en steun, zowel onder vertegenwoordigers van de oude aristocratie als onder degenen die verlangden naar radicale veranderingen. De dood van Johann Georg in 1920 was het tragische einde van zijn levensreis. Hij overleed in de bloei van zijn leven en liet niet alleen een rijke erfenis achter, maar ook onopgeloste problemen waarmee zijn opvolgers te maken kregen. Zijn leven, vol hoop en teleurstelling, was een weerspiegeling van het turbulente tijdperk waarin hij leefde. De nagedachtenis van prins Johann Georg von Schöneich-Carolat wordt bewaard in de geschiedenis van zijn familie en in de herinneringen van degenen die hem persoonlijk kenden. Hij blijft in de herinnering als een man die tradities en waarden probeerde te behouden in een tijdperk van verandering, en als symbool van het voorbijgaande tijdperk van de aristocratie.

## Huwelijk en kinderen
Prins Johann Georg von Schöneich-Carolat trouwde met prinses Hermine van Reuss-Greiz, dochter van prins Hendrik XXII van Reuss-Greiz (1846-1902) en prinses Ida Mathilde van Schaumburg-Lipp (1852-1891). Het huwelijk van Johann Georg en Hermine vond plaats op 7 januari 1907 in Greiz. Deze unie verenigde twee beroemde aristocratische families en versterkte de banden tussen hen. Hermine, die verfijnde manieren en een scherpe geest bezat, werd een trouwe metgezel van Johann Georg, deelde zijn zorgen over de landgoederen met hem en nam actief deel aan het openbare leven. Uit het huwelijk kwamen vijf kinderen voort die de familie von Schöneich-Carolat voortzetten. Hun nakomelingen bewaren vandaag de dag de nagedachtenis van hun voorouders, waarbij ze zorgvuldig omgaan met het historische erfgoed. Het gezin woonde in het familiekasteel Karolat, het centrum van het culturele leven in de regio. Johann Georg en Hermine hebben een belangrijke bijdrage geleverd aan de ontwikkeling van hun land door middel van filantropie en het ondersteunen van lokale initiatieven. Hun activiteiten droegen bij aan de welvaart van de regio en versterkten het gezag van de familie von Schöneich-Carolat. Na de dood van Johann Georg in 1920 nam Hermine het beheer van de landgoederen over, waarbij zij blijk gaf van uitstekende organisatorische vaardigheden en toewijding aan het familiebedrijf. Ze slaagde erin het welzijn van het gezin in moeilijke tijden te behouden en waardige erfgenamen groot te brengen:
- Prins Hans Georg Heinrich Ludwig Friedrich Hermann Ferdinand (3 november 1907 - 9 augustus 1943), getrouwd met Sibylle, barones von Zedlitz-Leipe, omgekomen in de Tweede Wereldoorlog, 2 kinderen
- Prins Georg Wilhelm (16 maart 1909 - 1 november 1927), trouwde nooit en liet geen kinderen na
- Prinses Caroline Hermine Wanda Ida Louise Theodora Victoria Augusta (9 mei 1910 - 30 mei 1959), trouwde met Hugo Herbert Hartner
- Prins Ferdinand Johann Georg Hermann Heinrich Ludwig Wilhelm Friedrich August (5 april 1913 - 17 oktober 1973), trouwde tweemaal met Rosa Rauch (1938-1941) en (1947-1961), gescheiden, daarna barones Margarethe von Seckendorff.
- Prinses Henrietta Hermine Wanda Ida Louise (25 november 1918 - 16 maart 1972), trouwde met prins Karel Franz van Pruisen (kleinzoon van keizer Wilhelm II), 3 kinderen, scheiding.

Na de dood van Johann Georg von Schöneich-Carolath in 1920 trouwde Hermine van Reiss-Greiz in 1922 met de voormalige Duitse keizer Wilhelm II.